# Carlo Alberto Redi
Carlo Alberto Redi (Pavia, 27 marzo 1949) è un biologo e saggista italiano.
Alunno del collegio Ghislieri, Redi è professore ordinario di Zoologia presso l'università di Pavia e professore a contratto presso l'Istituto Universitario di Studi Superiori. Accademico dei Lincei e socio onorario della società genetica del Cile, è autore di articoli scientifici e libri.

## Biografia
Ottiene il diploma di scuola media superiore in chimica nel 1968 ed è nominato cavaliere dello Studio (Palazzo della Civiltà Italiana); vince un posto di alunno del Collegio Ghislieri. Nel 1972 si laurea con lode in Scienze Biologiche. Nel 1975 è professore incaricato di embriologia presso l'università di Pavia. Dal 1990 è professore ordinario di zoologia nella stessa università; dal 1994 al 1997 è direttore del Dipartimento di Biologia Animale e nel biennio 1995-1997 è rappresentante dei Direttori di Dipartimento nel Senato Accademico Integrato dell'Università di Pavia.
Nel 2004 è cofondatore dell'European Centre for Law, Science and New Technologies con sede all'Università di Pavia.

## Altri incarichi
Negli anni 2000 – 2002, membro della Commissione Nazionale di Studio sulla utilizzazione delle cellule staminali, presieduta da Renato Dulbecco. Dal 2006 al 2010 è direttore Scientifico della Fondazione IRCCS Policlinico San Matteo su nomina dell'allora Ministro Livia Turco. È managing editor dell'European Journal Histochemistry. Nel 2007 è nominato membro del Comitato Nazionale Biosicurezza, Bioterrorismo e Scienze della Vita.

## Risultati scientifici
Le sue più rilevanti conquiste scientifiche sono avvenute nell'ambito della genomica funzionale. La sua ricerca è rivolta allo studio della composizione ed organizzazione della cromatina di spermatozoi ed ovociti nei mammiferi ed ai meccanismi epigenetici della regolazione del genoma nel corso delle prime fasi dello sviluppo embrionale e della riprogrammazione genetica dei nuclei somatici. Particolare attenzione è dedicata al rinnovo delle cellule staminali germinali sia embrionali che in adulto in modelli animali di subfertilità determinati da patologie cromosomiche. È stato a capo del gruppo di ricerca che con il professor Ryūzō Yanagimachi ha partecipato alla clonazione del primo topo, Cumulina.
Tra i risultati degni di particolare attenzione, la determinazione dei tempi di sostituzione delle protamine nel corso della formazione del pronucleo maschile; lo sviluppo di un modello molecolare  della fusione Robertsoniana; il ritrovamento di una nuova popolazione di topolini Robertsoniani in Seveso (originatasi in pochi anni) e molti altri ancora
Ha pubblicato articoli di carattere non tecnico su quotidiani e riviste (quali La Repubblica, Corriere della Sera, La Stampa, Sapere, Le Scienze, Newton).

## Premi e riconoscimenti
- NATO fellowships nel dipartimento di Citochimica, Sylvius Laboratoria, Università di Leida (1977) e nel dipartimento di Patologia, Università di Lubecca (1978).
- Nel 1998, per i traguardi scientifici raggiunti è Vincitore del Premio per le Scienze Biologiche della Accademia Nazionale dei Lincei, premio consegnato in forma solenne dal Capo dello Stato, Oscar Luigi Scalfaro.
- Secondo classificato al Premio Letterario Galileo 2012.

## Opere principali
- "Chromosomes Today, Volume 13", E. Olmo, C. A. Redi (Birkhäuser Basel; 1st edition 2000)
- "Imago Animalium", C. A. Redi, S. Garagna, E. Capanna  (Ibis, 2001)
- Visual zoology, C. A. Redi, S. Garagna, E. Capanna  (Ibis, 2002)
- Cellule e genomi, C. A. Redi, S. Garagna, C. Bernasconi  (Ibis, 2003)
- Science, law and the courts in Europe, C. A. Redi, A. Santosuosso, G. Gennari  (Ibis, 2004)
- Chi ha paura di Darwin?, C. A. Redi, E. Capanna, T. Pievani  (Ibis, 2006)
- Biotechnology in Surgery, C. A. Redi, P. Innocenti, P. Bechi  (Springer Verlag, 2010)
- Il biologo furioso, C. A. Redi (Sironi  (collana Galápagos), 2011)
- Lo specchio di Dioniso. Quando un corpo può dirsi umano? (con Carlo Sini) (Jaca Book, Milano, 2018)